# Vytautas Zurba
Vytautas Zurba (* 23. September 1950 in Klausučiai, Rajon Biržai, Litauische Sozialistische Sowjetrepublik; † 19. August 2017) war ein litauischer Politiker.

## Leben
Nach dem Abitur absolvierte Vytautas Zurba 1973 das Diplomstudium der Agronomie an der Lietuvos žemės ūkio akademija. Von 1977 bis 1990 war er Mitglied im Volksdeputatenrat.
Von 1990 bis 1995 war er Rajonsratsvorsitzende, von 1997 bis 2003 Bürgermeister  der Rajongemeinde Biržai. Von 2008 bis 2015 war er Leitender Fachökologe der Abteilung für lokale Wirtschaft der Stadtverwaltung des Kreises Biržai. 
Vytautas Zurba war Mitglied der Lietuvos valstiečių liaudininkų sąjunga. 
Vytautas Zurba war verheiratet. Mit Frau Angelė hat er die Tochter Vita und den Sohn Kęstutis.

## Quelle
- Vyriausioji rinkimų komisija (Memento vom 30. Juni 2007 im Internet Archive)

| Personendaten    | Personendaten                |
| ---------------- | ---------------------------- |
| NAME             | Zurba, Vytautas              |
| KURZBESCHREIBUNG | litauischer Politiker (LVŽS) |
| GEBURTSDATUM     | 23. September 1950           |
| GEBURTSORT       | Klausučiai, Rajon Biržai     |
| STERBEDATUM      | 19. August 2017              |